# Bocanderska palatset

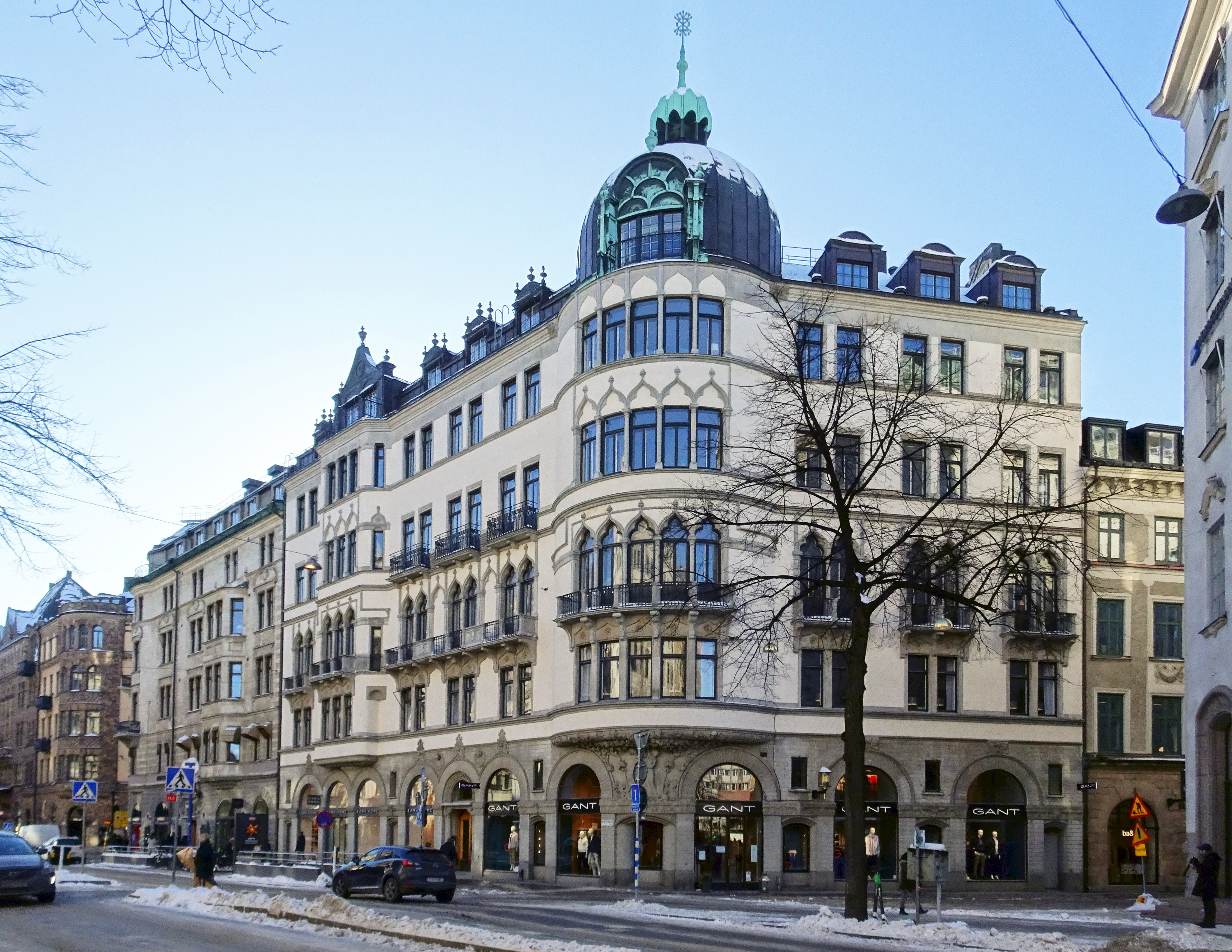
Bocanderska palatset, Birger Jarlsgatan / Jakobsbergsgatan, 2021.

Bocanderska palatset (fastigheten Pumpstocken 12) är en kulturhistoriskt värdefull bostads- och kontorsfastighet i kvarteret Pumpstocken i hörnet Birger Jarlsgatan 15 / Jakobsbergsgatan 1 på Norrmalm i Stockholm. Byggnaden uppfördes 1898–1900 efter ritningar av arkitektkontoret Hagström & Ekman som gestaltade det i överdådig jugend med inspiration från Venedigs arkitektur. Om huset skrev den samtida pressen: ”Gent emot de omgifvande husen verkar denna nybyggnad som en gäll fanfar”. Huset ägs sedan 1978 av fastighetsbolaget Hufvudstaden och är blåmärkt av Stadsmuseet i Stockholm vilket betyder "att bebyggelsen bedöms ha synnerligen höga kulturhistoriska värden".

## Kvarteret
Kvartersnamnet Pumpstocken är känt sedan tidigt 1700-tal och redovisas på Petrus Tillaeus karta från 1733 med nummer XVIII. Kvarteret hade då en lånsträckt form och låg med sin långsida väster om Rännilen och norr om Packaretorget (nuvarande Norrmalmstorg). En pumpstock var en på längden genomborrad trästock vilken användes som vattenledning. På området lagrades sådana pumpstockar, därav namnet. När nuvarande kvarteret stadsplanerades i slutet av 1880-talet blev det mindre och delades i Pumpstocken och Rännilen samt styckades i fyra fastigheter (10, 11, 12 och 13). I samband med en fastighetsreglering år 2005 slogs samtliga fastigheter samman till Pumpstocken 10.

## Byggnad

### Exteriör

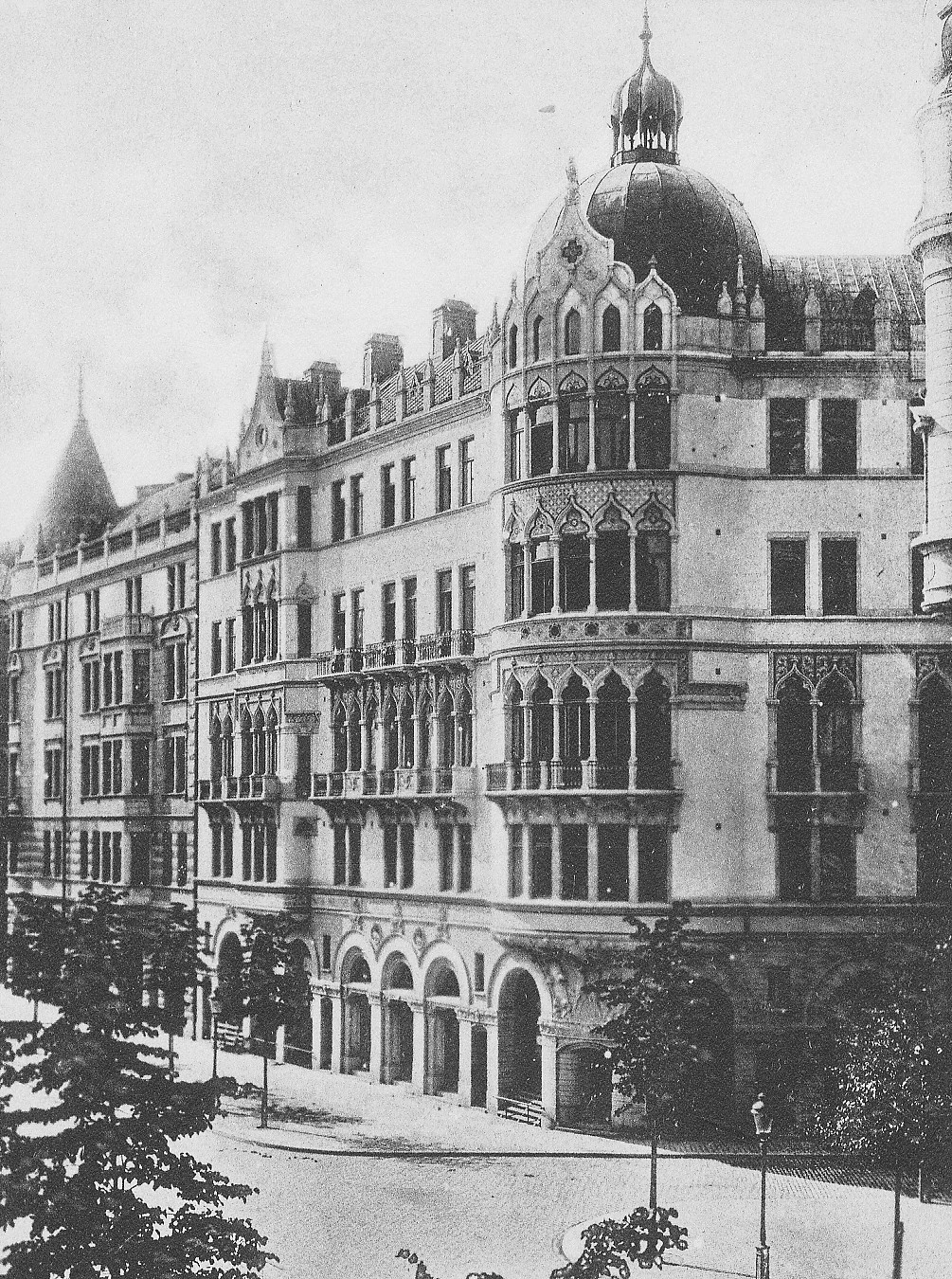
Byggnaden 1902.

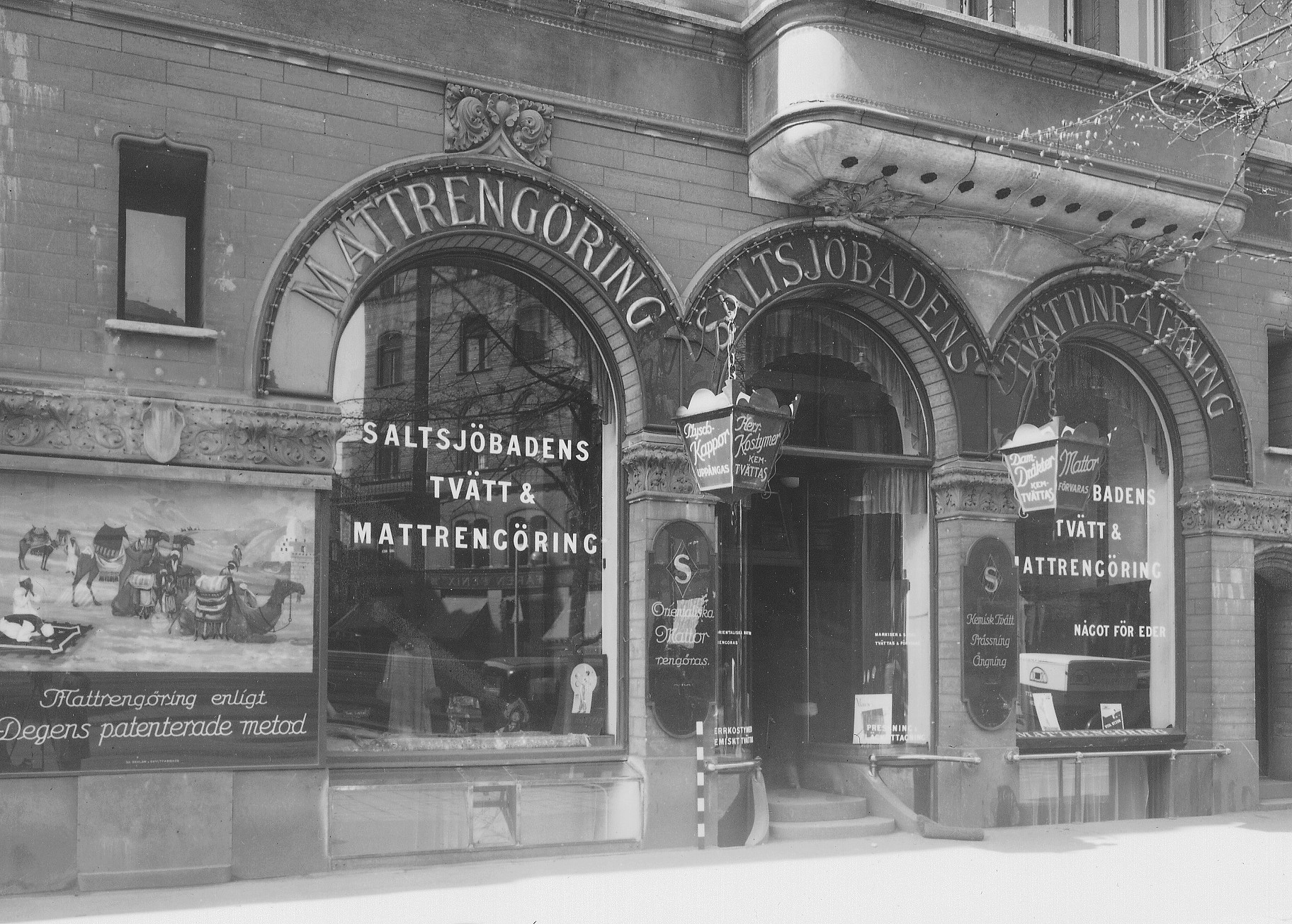
Bottenvåningen 1910.

Bocanderska palatset uppfördes på Pumpstocken 12 i kvarterets nordöstra hörn. Byggnaden uppkallades efter sin byggherre, storbyggmästaren Per S. Bocander. Han var kring sekelskiftet 1900 en av Stockholms högst beskattade personer och räknades till en av de stora fastighetsspekulanterna i dåtidens Stockholm. Hans namn lever idag vidare i Bocanderska husen som uppfördes av Bocander 1905–1908 vid Narvavägen 30–32. Han arbetade ofta ihop med arkitektkontoret Hagström & Ekman, så även i det här projektet. För konstruktionerna och betongarbeten stod Skånska Cementgjuteriet och byggmästare Håkan Bergkvist uppförde huset och övervakade bygget. Med Bergkvist hade Hagström & Ekman sedermera ofta samarbetat. 
Byggarbetena började 1898 och taklagsfest firades i augusti 1899. Svenska Dagbladet rapporterade om händelsen och berättade att byggnaden var dagen till ära prydd med flaggor och att arbetsstyrkan ”uppgående till ett 70-tal erhöllo penningegratifikationer varierande mellan 3 och 10 kronor”. Hagström & Ekman skapade flera palatsliknande byggnader i Stockholm och debuterade med just denna fastighet, som stod färdig år 1900. 
Bocanderska palatset blev en mycket påkostat byggnad i jugendstil med ljus slätputs som fasadmaterial ovanför bottenvåningen och sandsten med växtreliefer i höjd med bottenvåningen. Huset uppfördes i fem våningar med ett markant rundat hörntorn där lägenheternas stora salong placerades. Tornets genombrutna kopparklädda kupol har, enligt arkitekturhistorikern Fredric Bedoire, ”anknytning” till Markuskyrkan i Venedig. Även fasaden i övrigt och fönstrens utformning är venetianskt inspirerade och dekorerade med sirligt ornamenterad kalk- och sandsten visande motiv från bland annat växtriket. Bottenvåningens arkadmotiv har sin förebild i venetiansk palatsarkitektur.
På hörntornets undersida återkommer växtmotiv samt två kvinnogestalter som bär upp en sköld med en kartusch visande symboler från handel och sjöfart. Längs med kanten syns flera putti. Ytterligare fasadutsmyckningar utgör ett burspråk mot Birger Jarlsgatan och smala balkonger med sten- respektive smidesräcken. Den ursprungliga dekorationen med guldmosaik över tornfönstren och kring fönstergruppen på fasadens mitt samt alfreskomålningar som sträckte sig runt byggnaden i jämnhöjd med andra våningen försvann vid en av fasadrenoveringarna.

### Ritningar

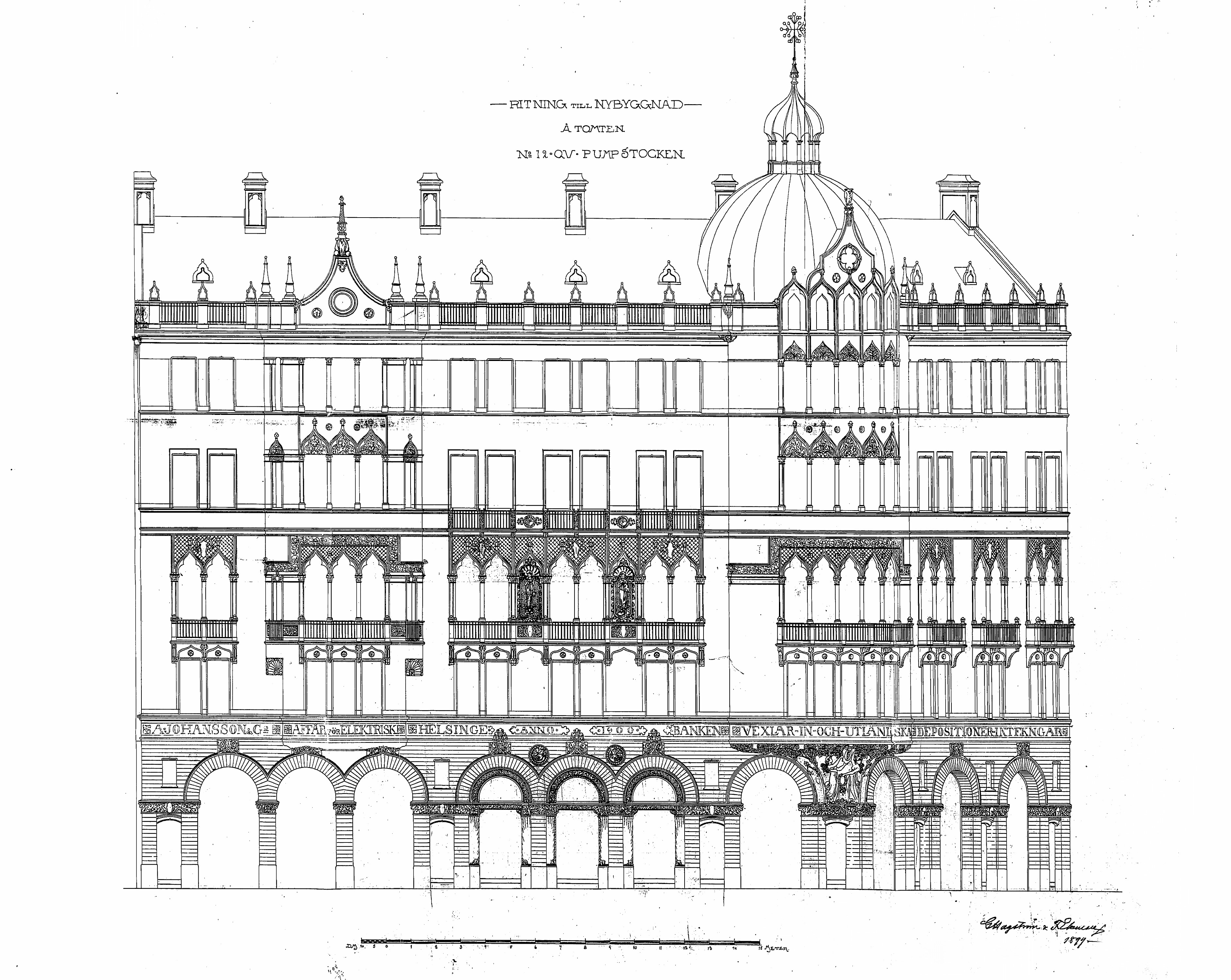
Fasad mot Birger Jarlsgatan.
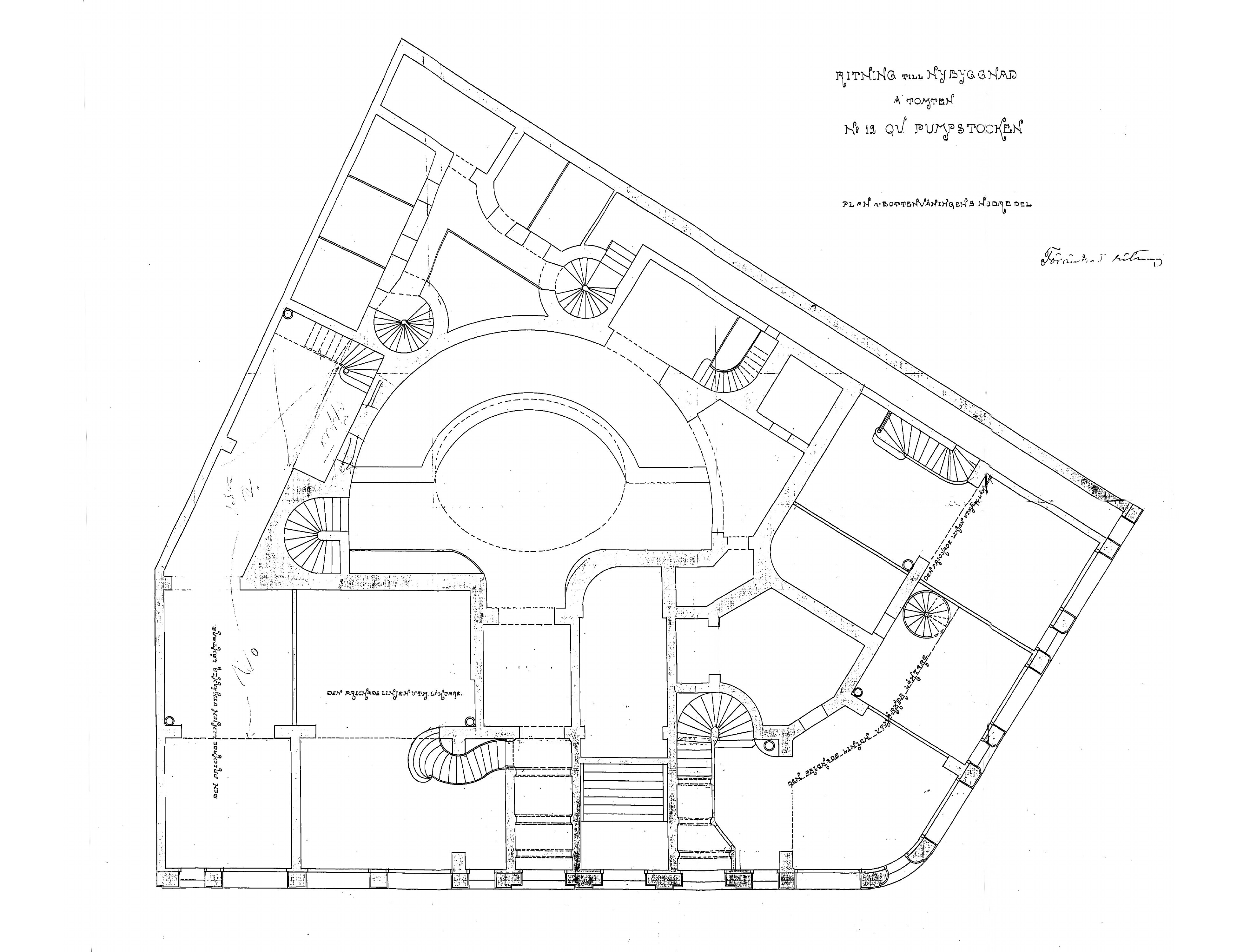
Nedre bottenvåning.
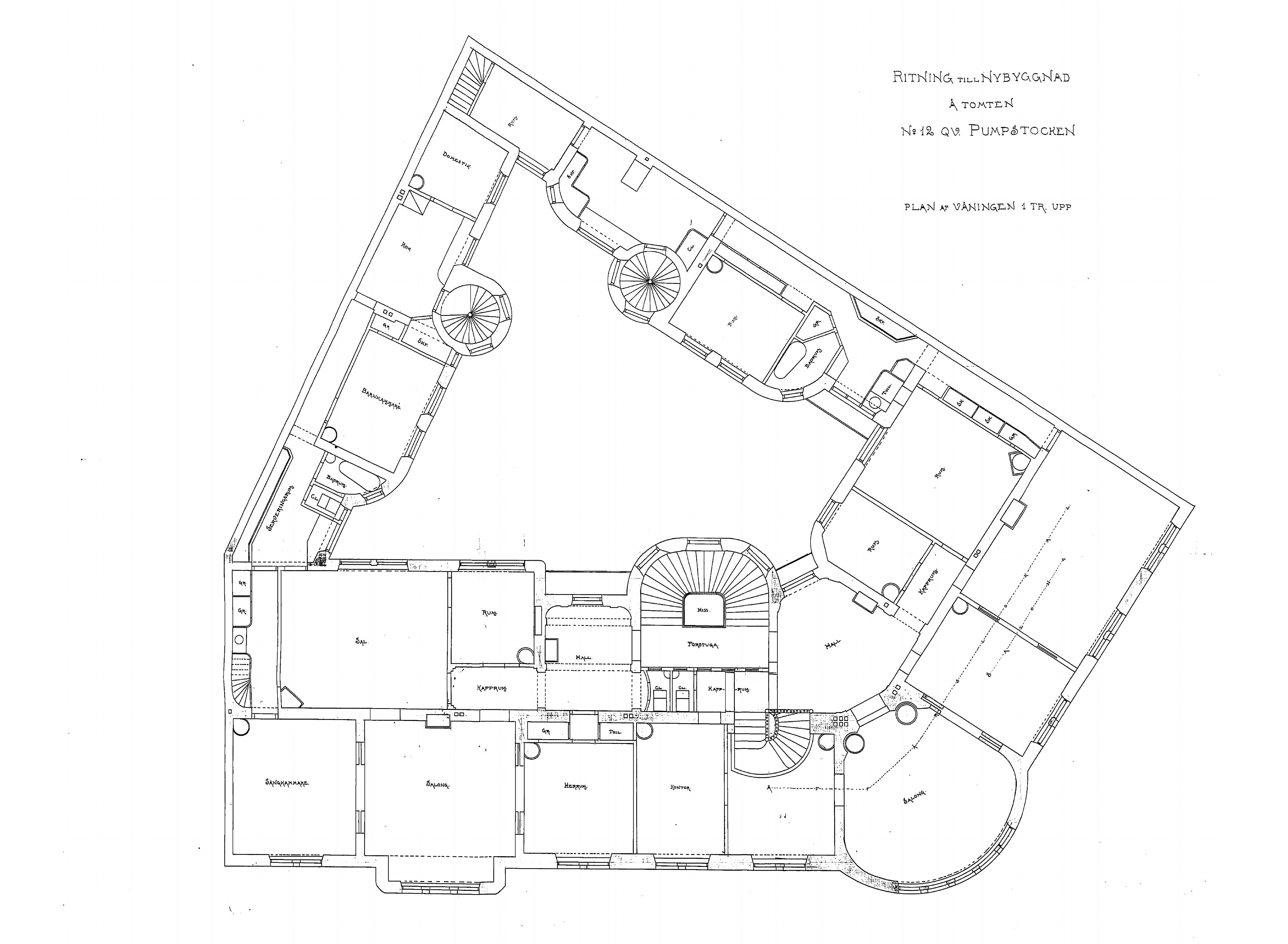
Våning 1 trappa.
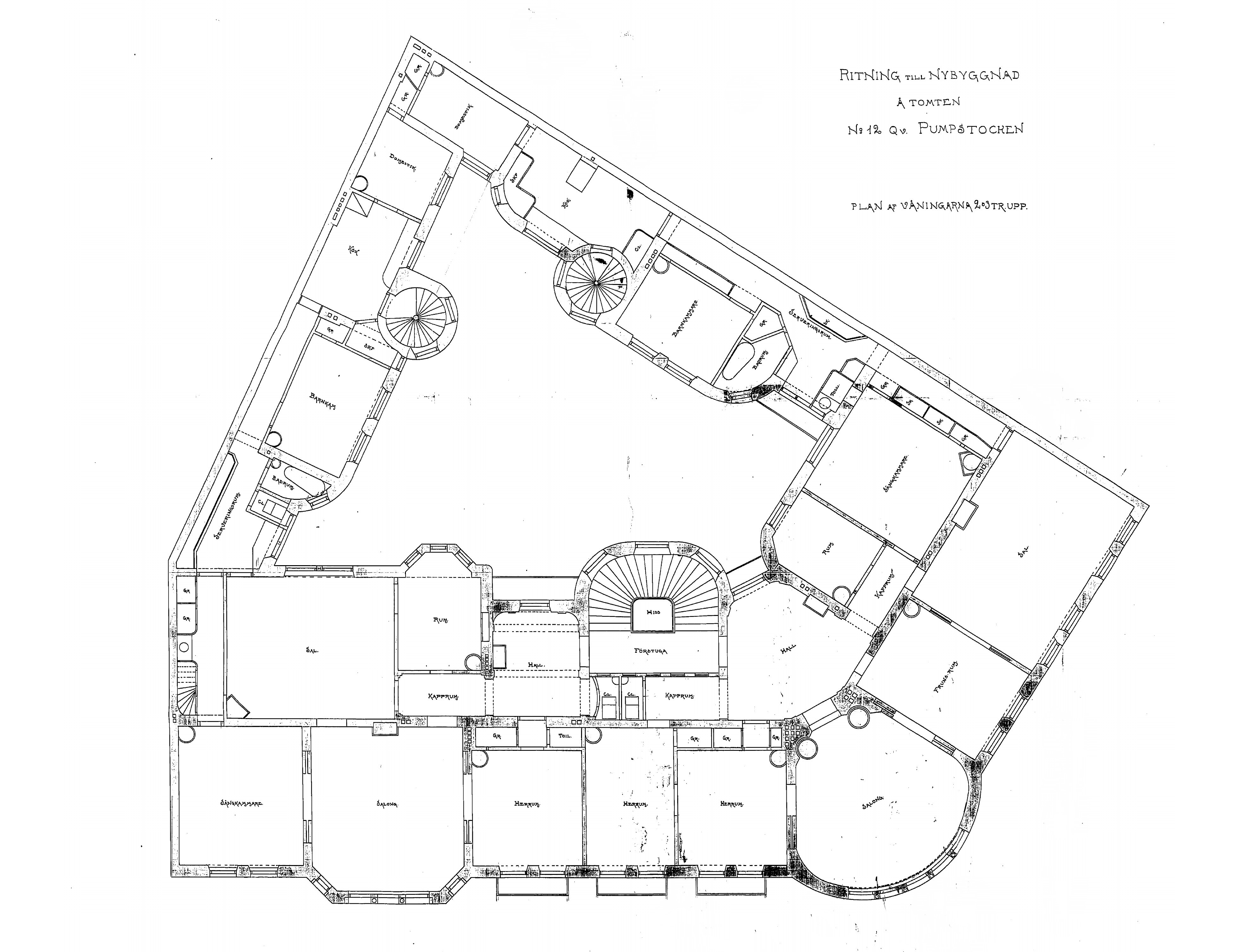
Våning 2-3 trappor.
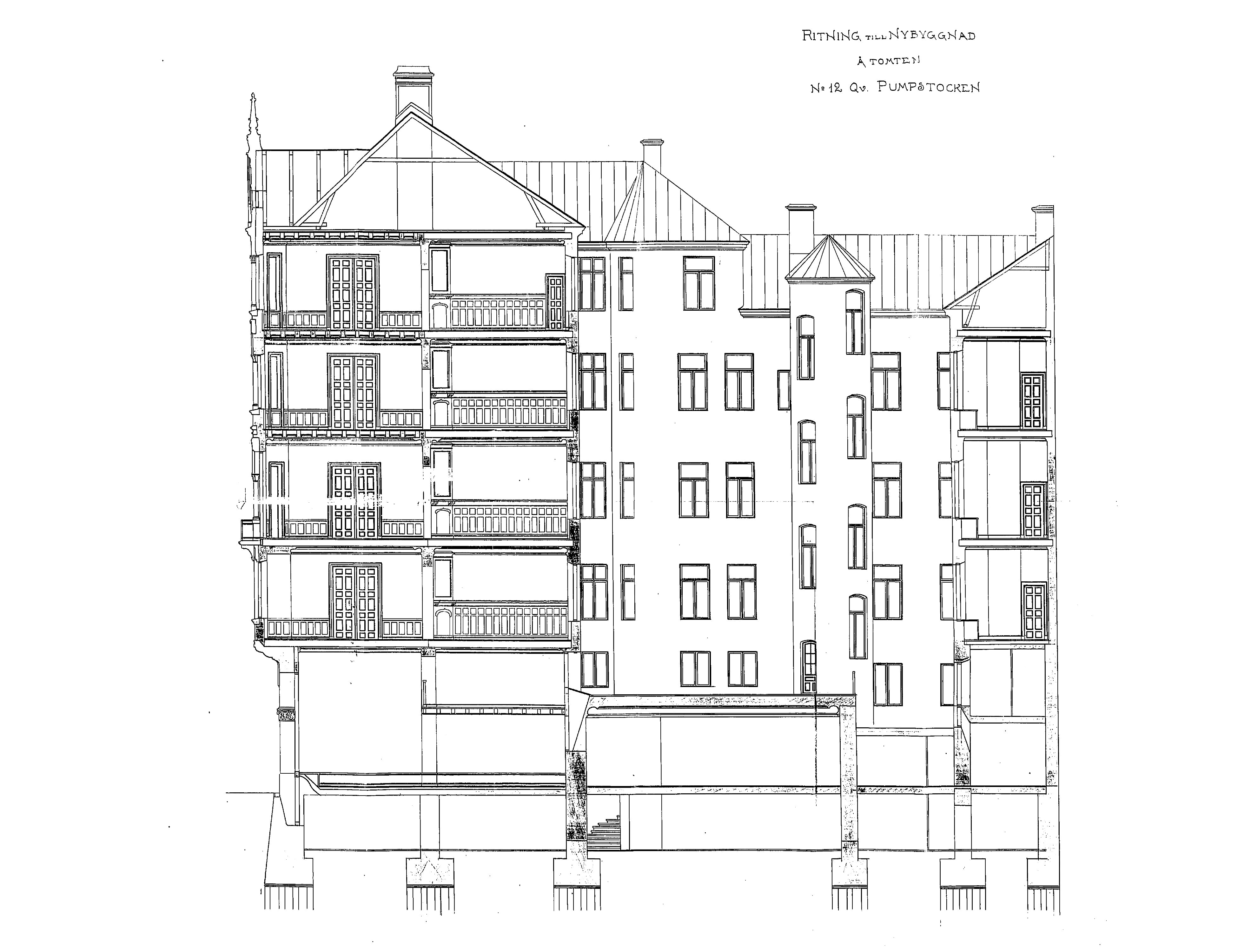
Sektion och gårdsfasad.

### Interiör

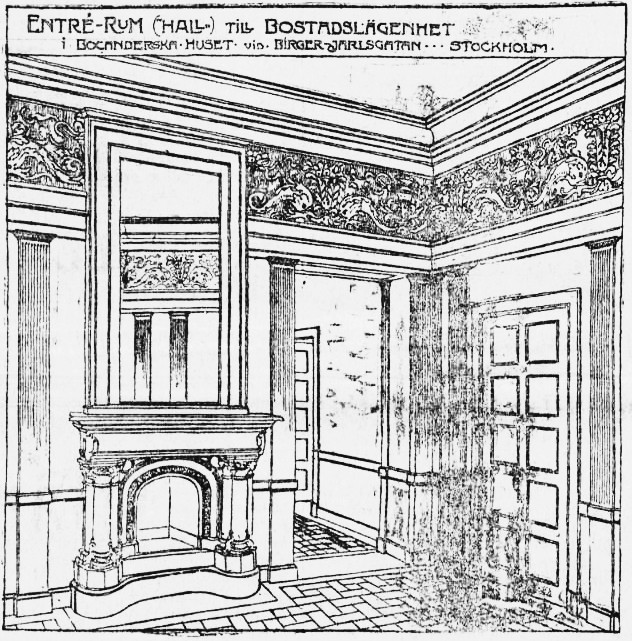
Hall, teckning i SvD 1900.

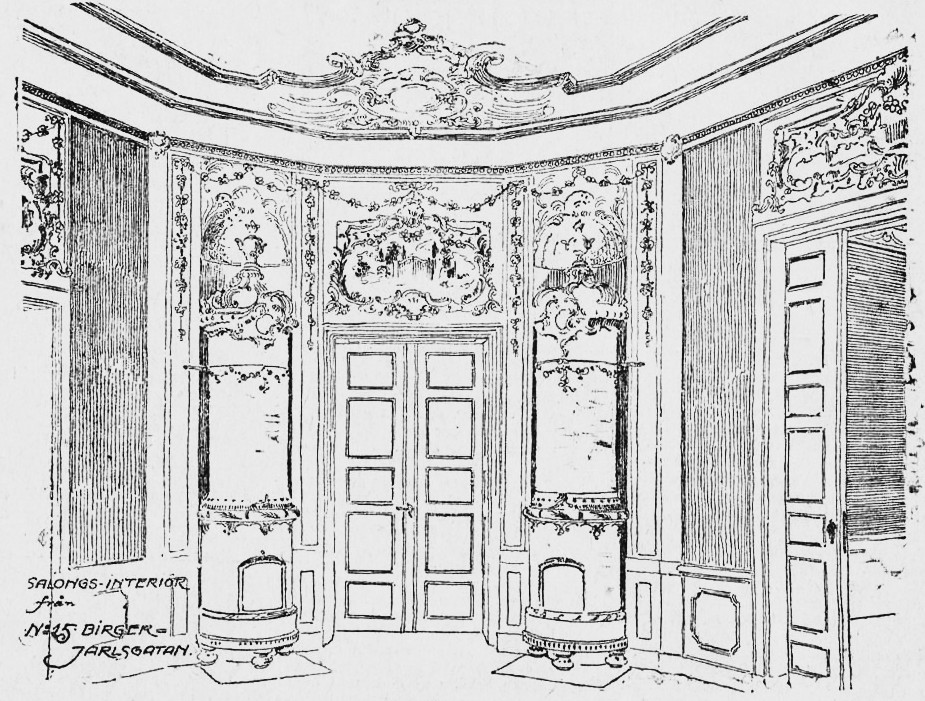
Salong, teckning i SvD 1900.

Entré- och trapphallen gestaltades praktfulla. De är fortfarande mycket väl bevarade och ett bra exempel för tidens dekorerade hyreshusentréer. Golv, trappa och sockel är av vit marmor. Väggytorna är målade i fält av gul- och rödmarmorerad stucco lustro omgivna av svartmarmorerade pilaster i stucco lustro med förgyllda kapitäl. Taket i entréhallen är utformat som tunnvalv med stuckfält och akantusmotiv. En plafond närmast entrédörren visar molngudinnan med blomsterkransar i händerna.
Genom en glasad och rik snidad mellandörr av ek når man trapp- och hisshallen. Här fortsätter golv och trappsteg av vit marmor. I trapphuset ytbehandlades väggarna i gulgrön stucco lustro. Dagsljus släpps in genom välvda fönster med blyinfattade rutor som är delvis dekormålade med blommotiv. Våningsplanen har golv av vit marmor med bård och en boaserad fondvägg i mörkbrun kulör. I väggen finns blyinfattade, polykroma fönster som släpper indirekt dagsljus in i lägenheternas toaletter och kapprum. Innertaket gestaltades kassettindelat med stuck visande akantusblad och putti.
Byggnaden sträcker sig med två smala gårdsflyglar långt in på innergården där båda mötts. I flyglarna samlades husets båda kökstrappor, lägenheternas kök, jungfrurum, barnkammare, serveringsgång och badrum. Bottenvåningen inrymde direkt från början exklusiva butiker. 1924 installerades centralvärme och 1928 inreddes vinden.
Bocanderska palatsets lägenheter planerades mycket stora, mellan sju och tio rum och kök, som skulle attrahera den välbärgade borgarklassen att hyra. En av nyheterna som Hagström & Ekman introducerade här var stora, rymliga entréhallar med dagsljus vilka ersatte de mörka och trånga tamburerna som annars var standard vid tiden för husets uppkomst. Vid Stadsmuseets inventering 1974 visade besökta lägenheter ursprunglig rik inredning i form av hög matsalspanel, enkel-, par- och skjutdörrar, stuckdekorerade dörröverstycken, stuckdekorerade tak och kakelugnar av varierande typ.
De stora, nästan cirkelrunda salongerna i hörntornet gestaltades särskild praktfulla. Dörren mot hallen flankeras av två runda vita kakelugnar med genombrutna krön i gulddekor. Ugnarna står mot en rikt stuckaterad fond. I sin beskrivning från den 21 juni 1900 över lägenheternas interiörer beklagade Svenska Dagbladets redaktör att salongernas plafondmålningar borde ha skapats av kända konstnärer och att de takmålningar ”som nu finnas, kunna måhända tillfredsställa den allmänna smaken”. Däremot fick köksdepartementen beröm att vara ”hypermodern” med fristående spisar, ljusa skafferier och förvaringslådor ”i det oendliga”.

## Ägare
Bland de boenden i huset Birger Jarlsgatan 15 fanns byggherren själv, Per S. Bocander, som bodde i sitt palats fram till 1908 då han flyttade till Bocanderska husen, Narvavägen 30–32. Redan 1905 sålde han Pumpstocken 12 och sin fastighet Rännilen 11 vid Biblioteksgatan 8 till storbyggmästaren Carl Oscar Lundbergs fastighetsbolag för 1 750 000 miljoner kronor. Utöver penningsumman erhöll Bocander av Lundberg även den obebyggda dubbeltomten Narvavägen 30–32.
Sedan 1978 ägs Pumpstocken 12 av Hufvudstaden som förvärvat fastigheten av Svenska Ackumulator Aktiebolaget Jungner. Den nya ägaren lät bygga om en stor del av husets lägenheter till kontor och renovera fasaderna samt grundförstärka huset. Fram till år 2000 förvärvade Hufvudstaden även Pumpstocken 10, 11 och 13 och äger därmed hela kvarteret.

### Nutida bilder

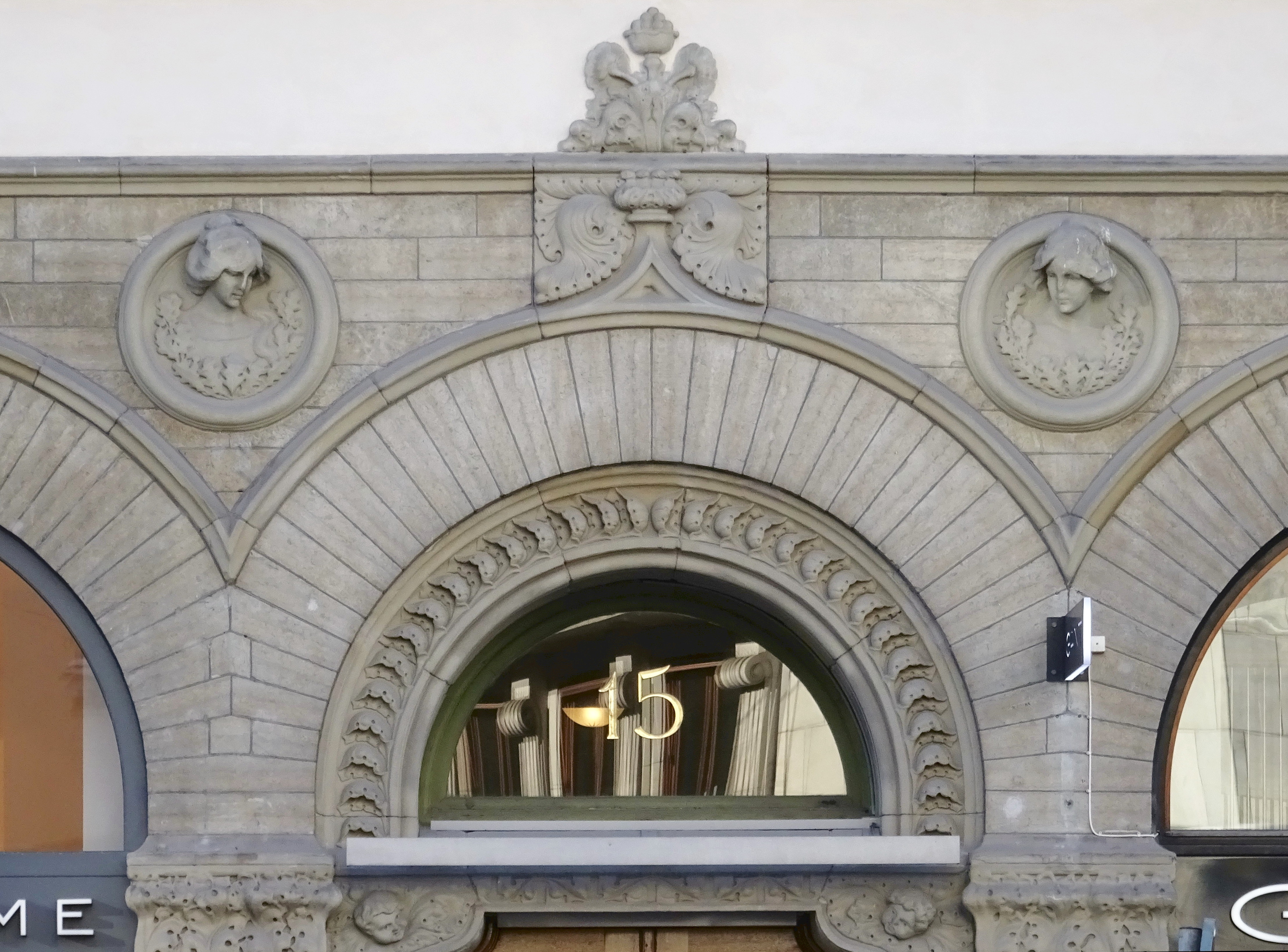
Arkadmotiv över huvudentrén.
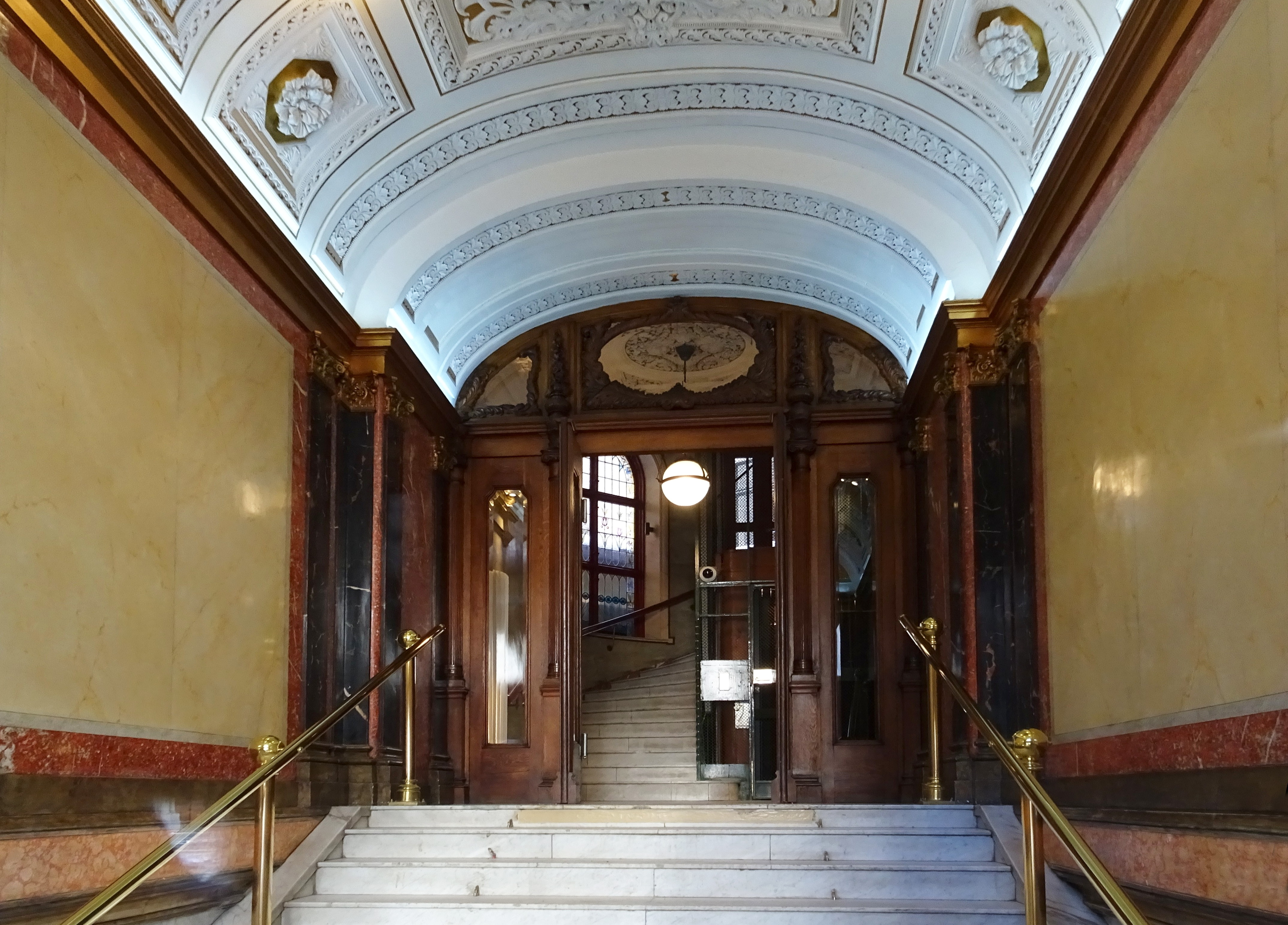
Entréhallen.
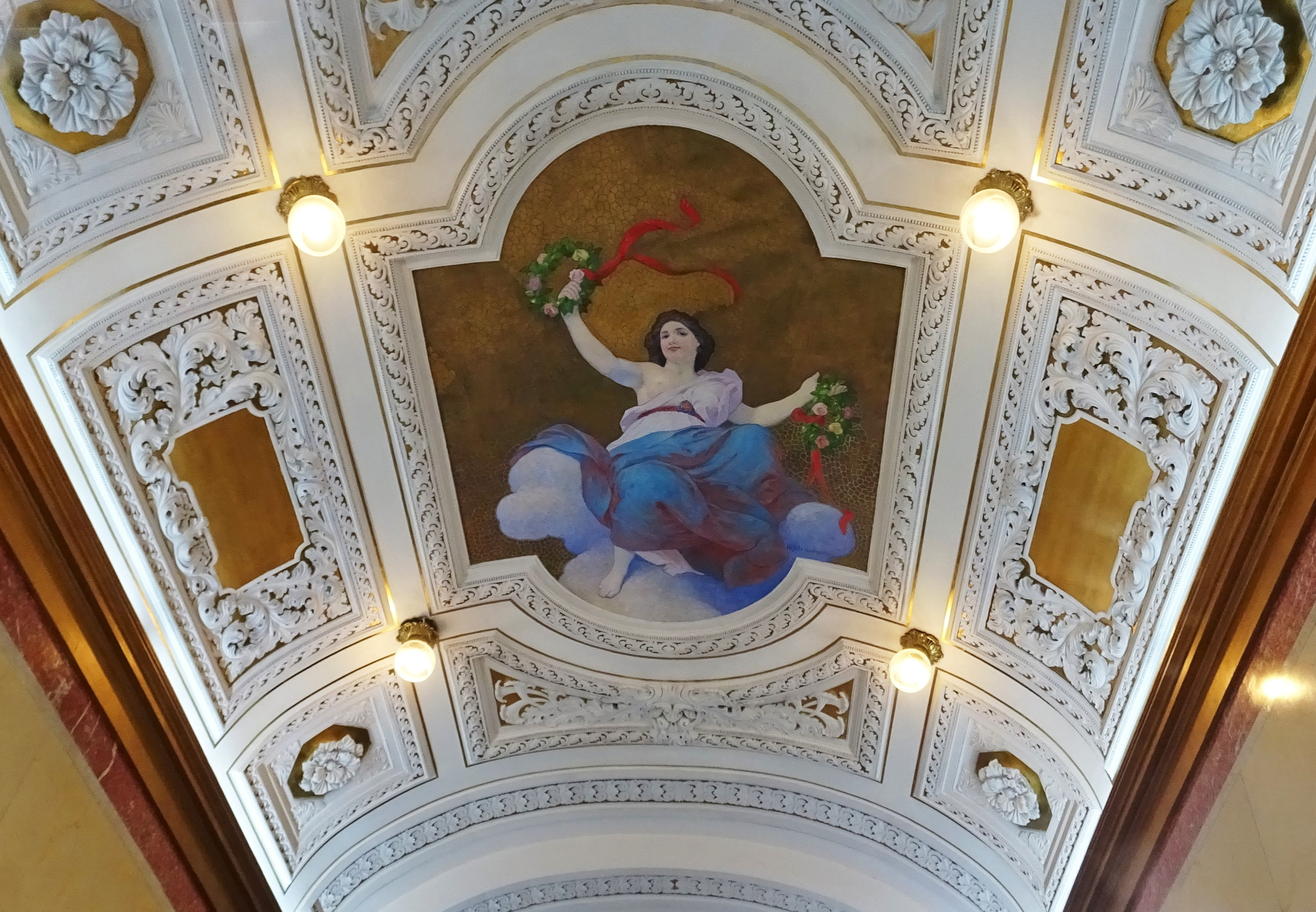
Molndrottningen i entrén.
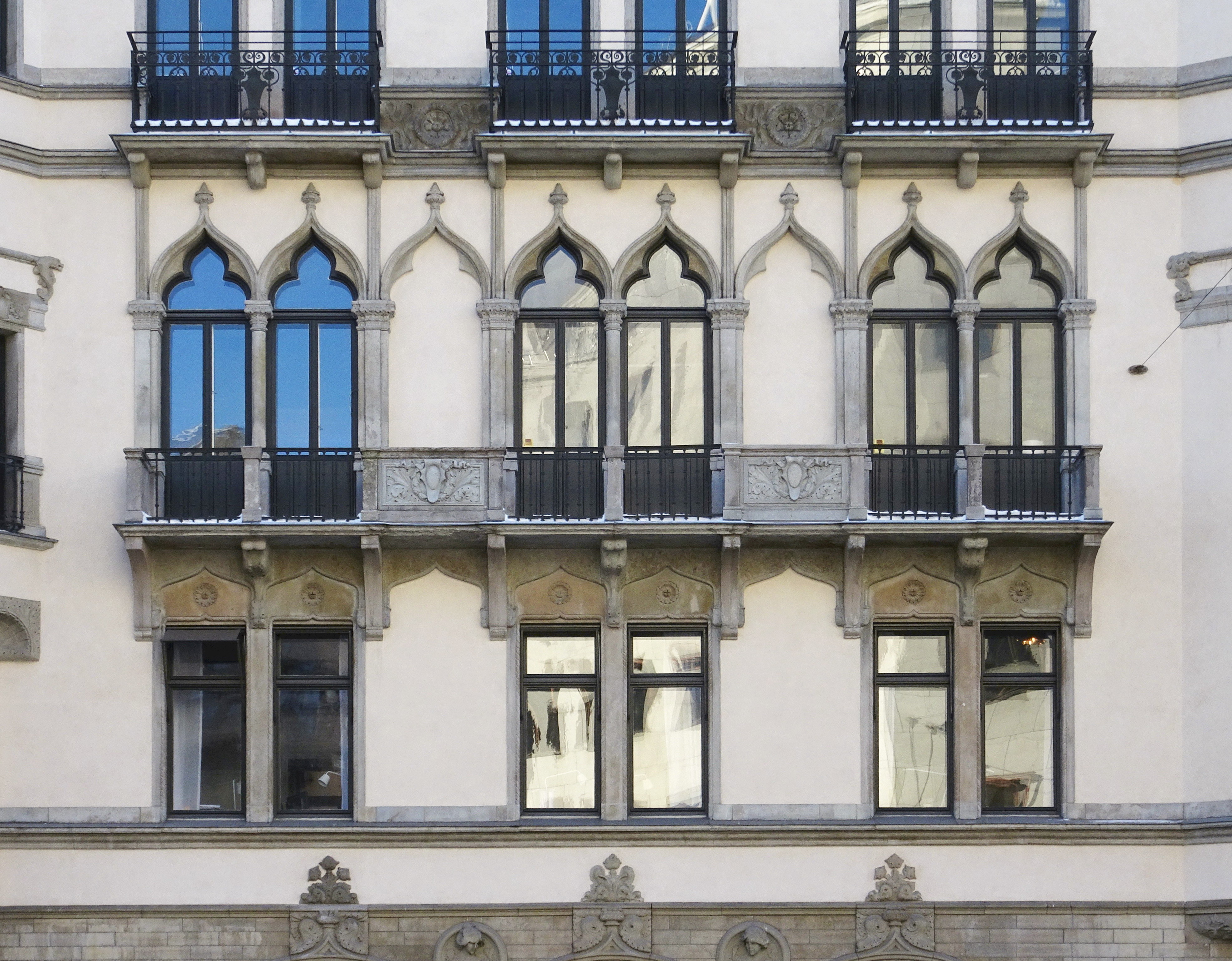
Fasaddetalj.

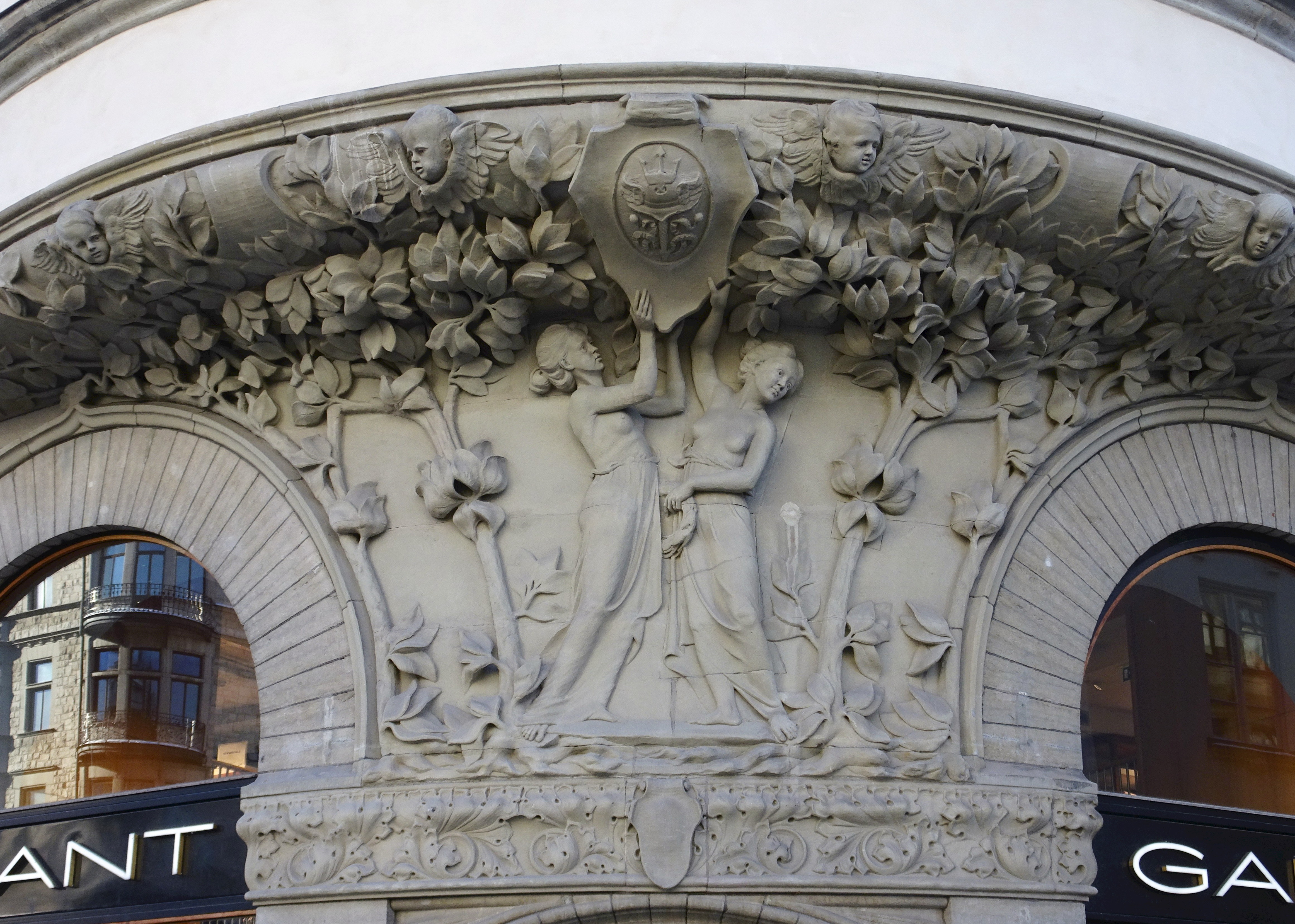
Hörntornets skulpterade undersida.
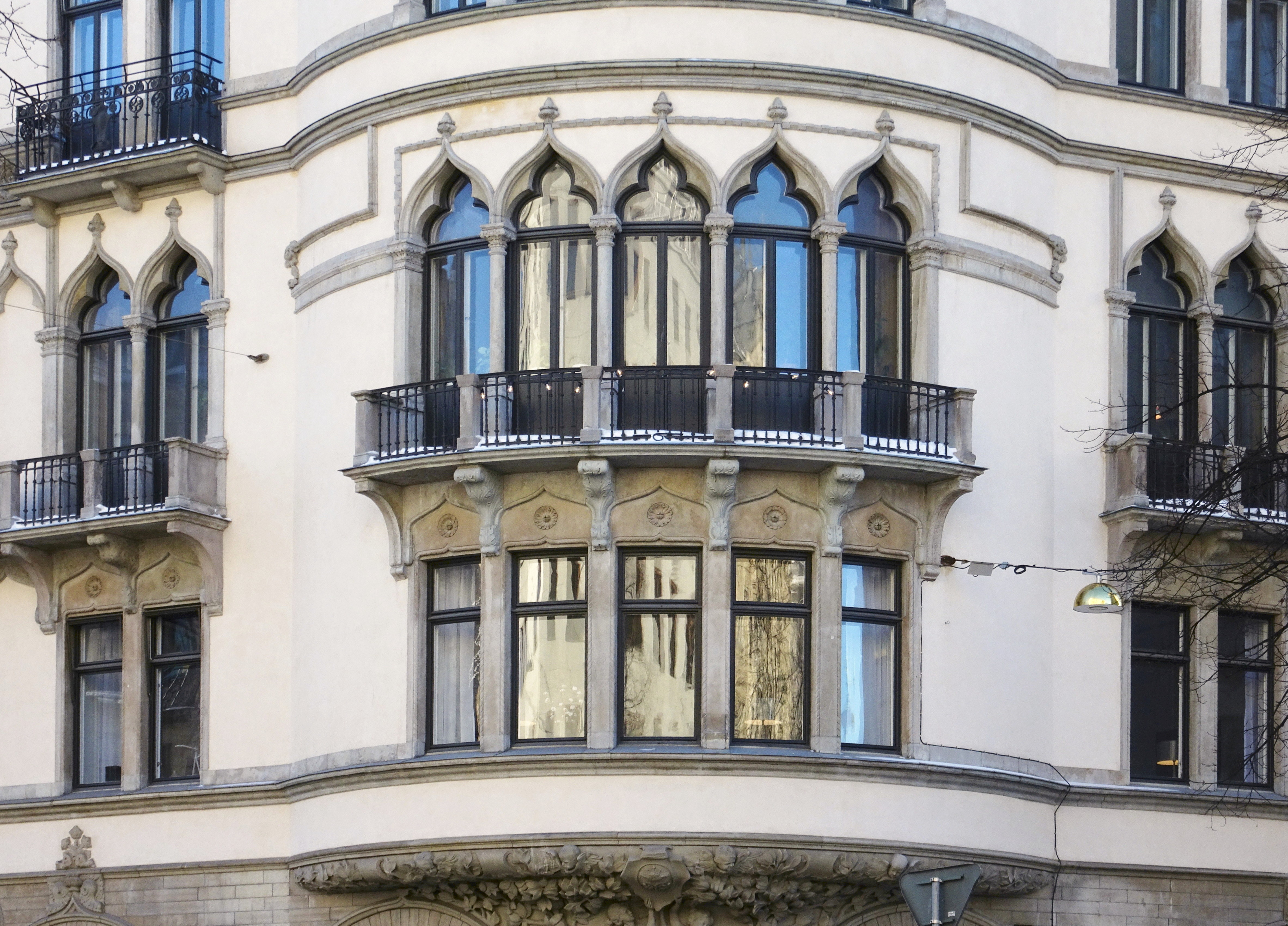
Hörntornet, fasaddetalj.
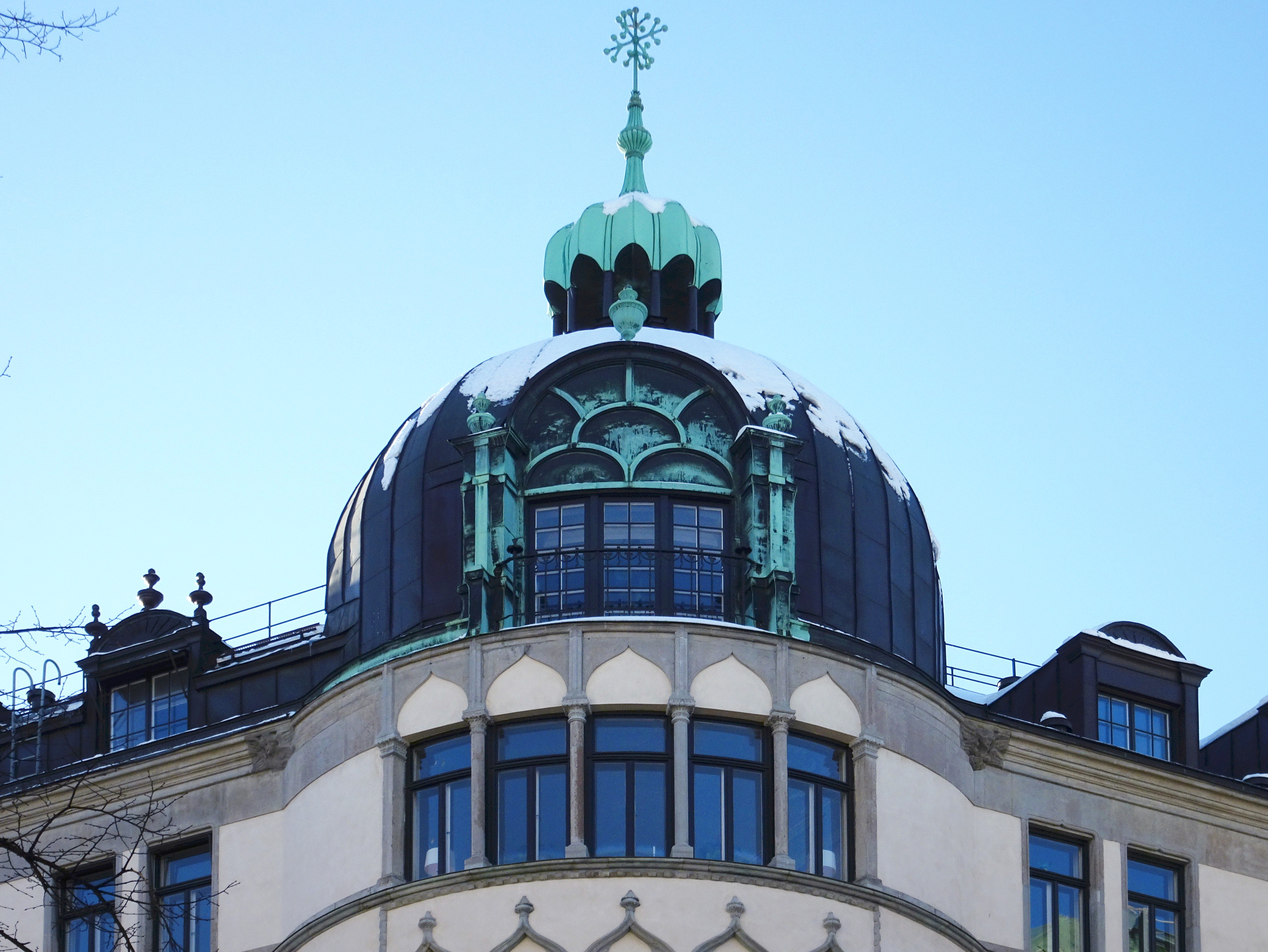
Tornrummet.
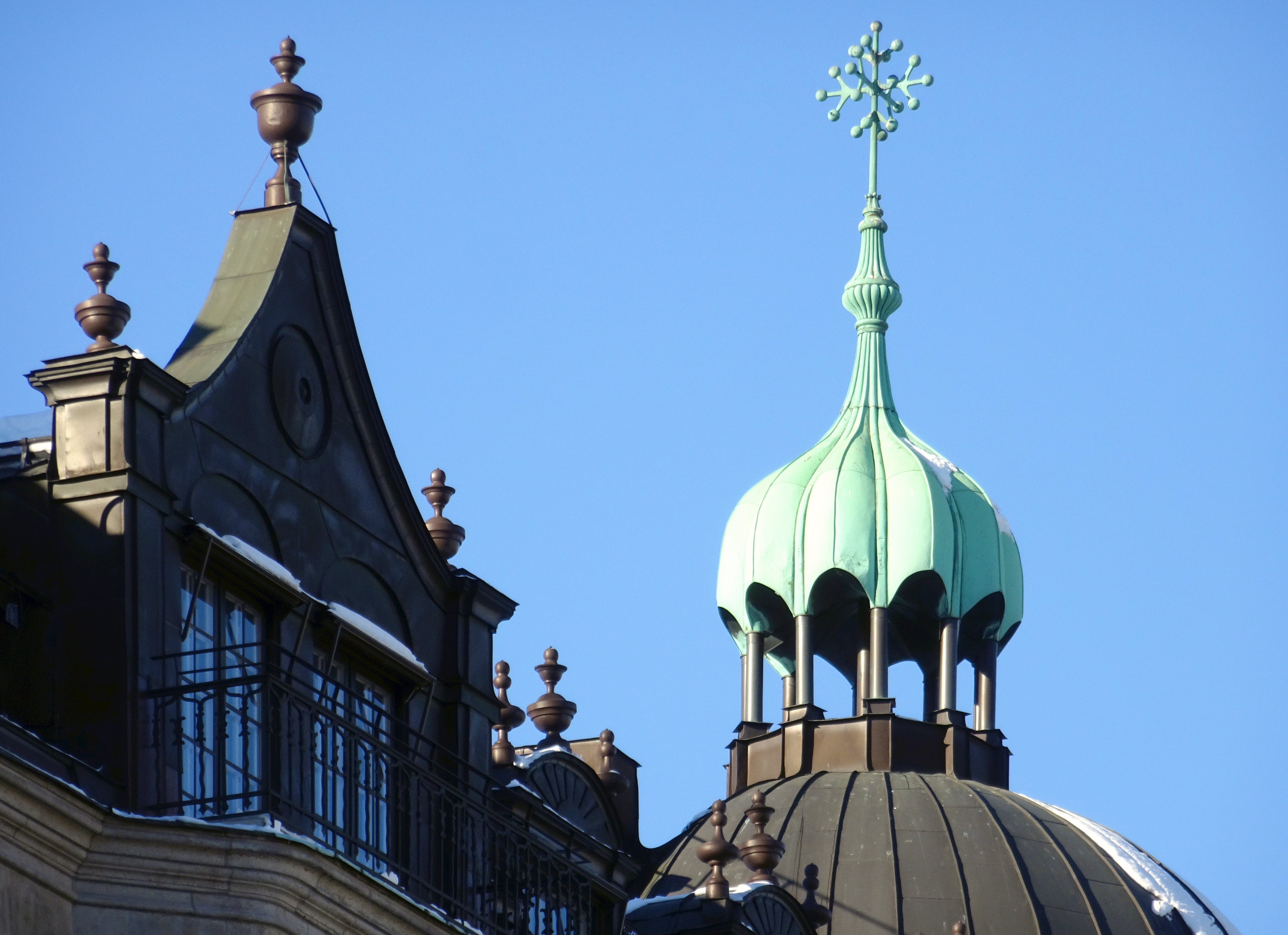
Tornets kopparklädda kupol.